# انسان کنترل‌کننده جهان

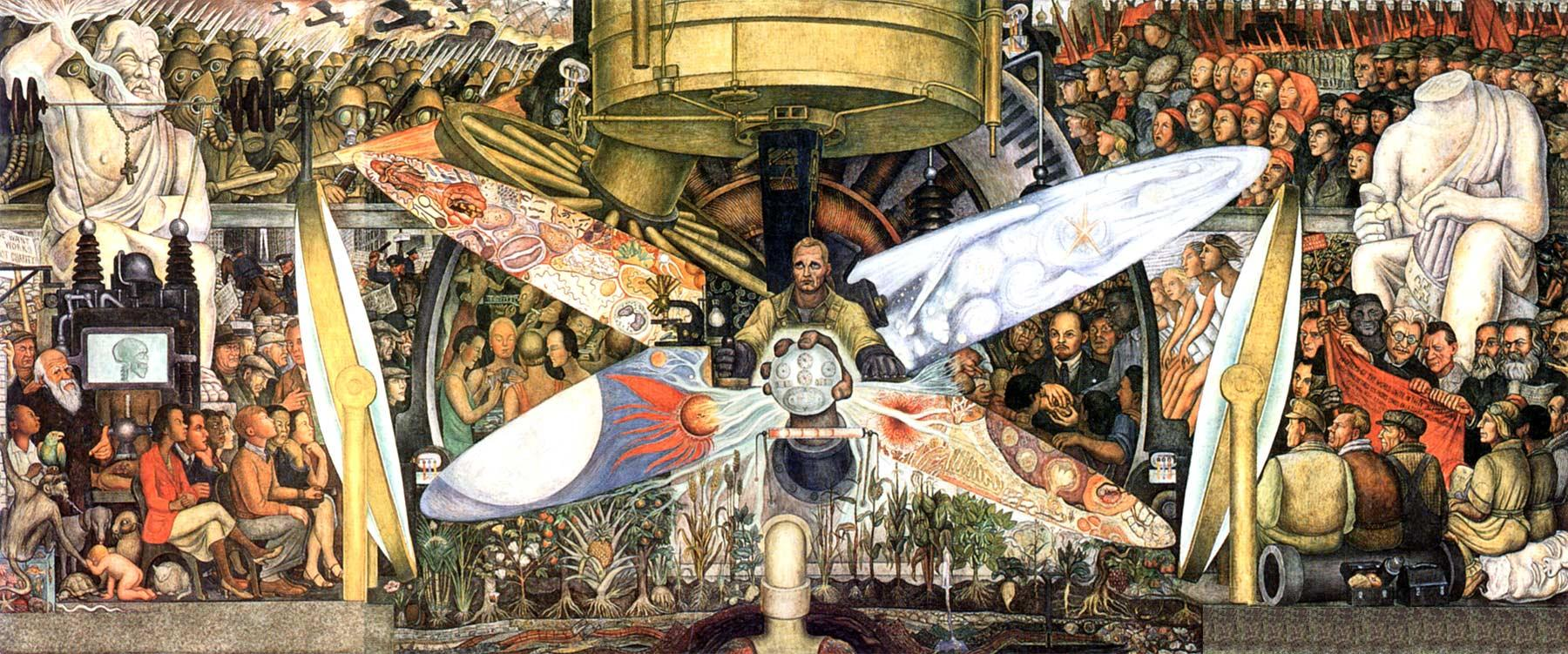
تصویری از نسخهٔ اولیه که به دستور نلسون راکفلر نابود شد.

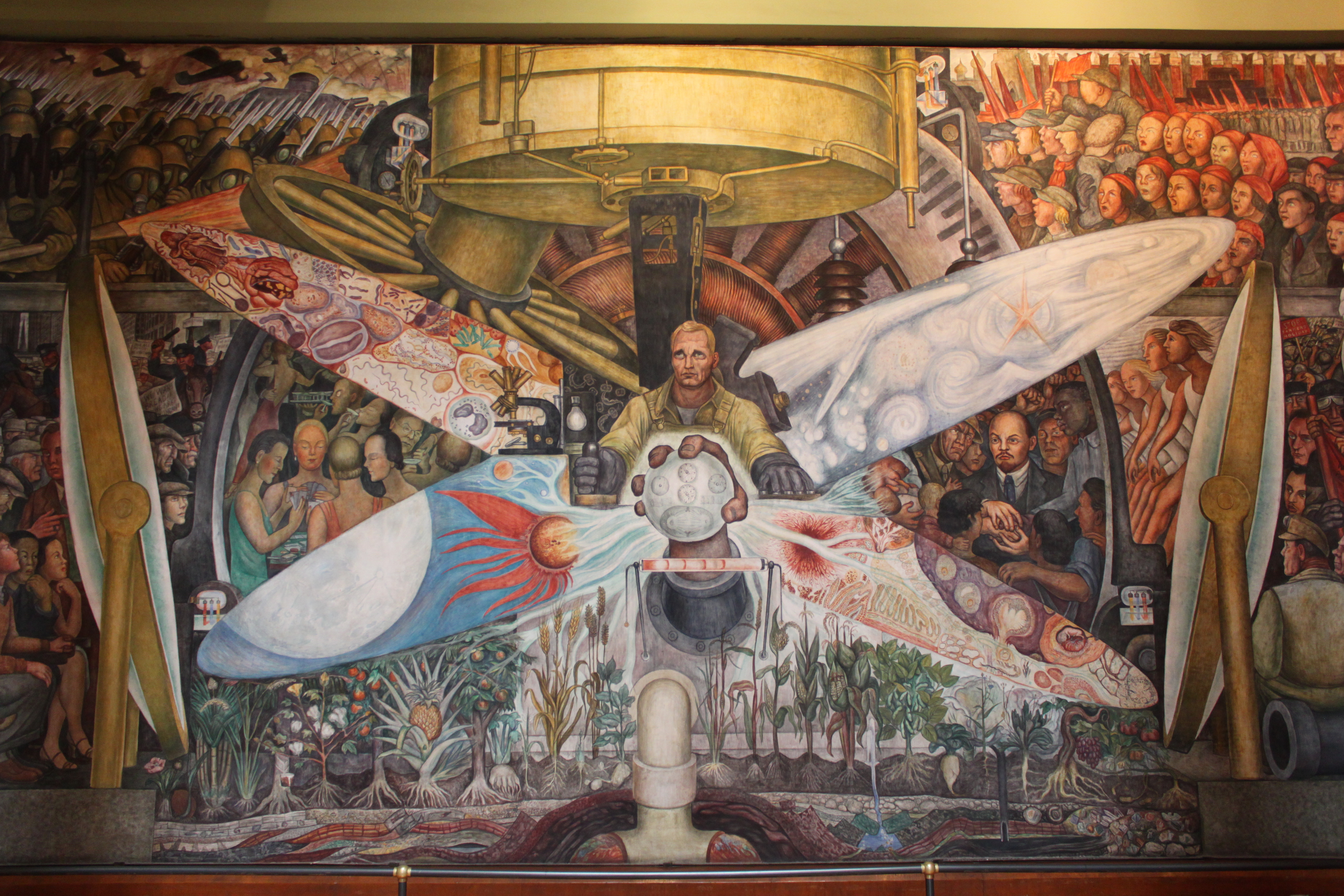
نسخهٔ ثانویه در کاخ هنرهای زیبای مکزیکوسیتی.

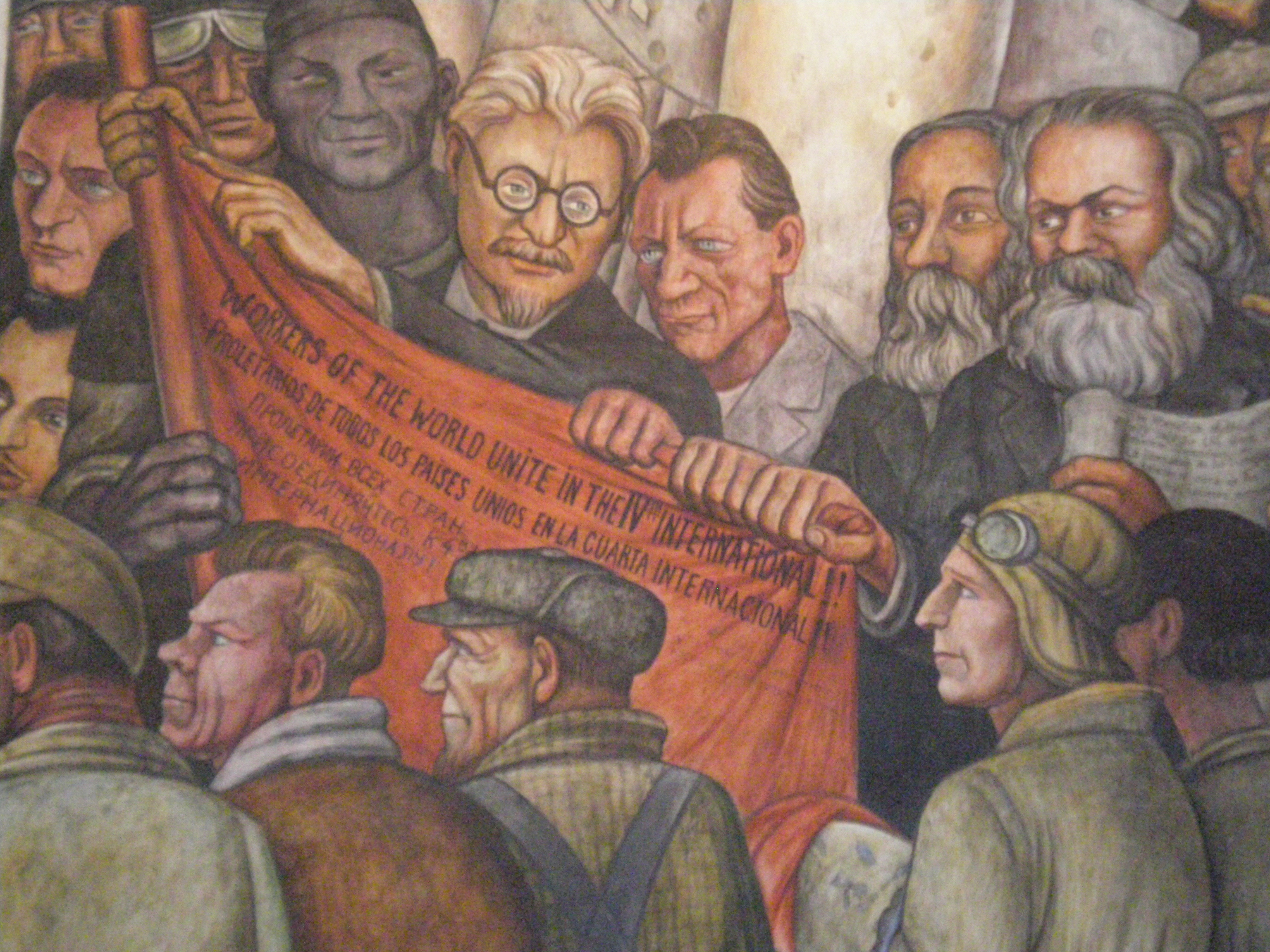
شخصیت‌های مهم کمونیست در حین حمل پرچم بین‌الملل چهارم.

انسان کنترل‌کننده جهان همچنین معروف با عنوان مرد در تقاطع انتخاب، یک نقاشی دیواری بود که در سال ۱۹۳۳ میلادی، توسط نقاش برجستهٔ مکزیکی، دیه‌گو ریورا برای لابی اصلی راکفلر سنتر در شهر نیویورک نقاشی شد.
اثر، تقابل دو تفکر کمونیسم و کاپیتالیسم را به‌تصویر می‌کشید و مردی که در گرماگرم نبرد این دو ایده، در حال انتخاب بود. این اثر پس از انتقاد شدید مطبوعات آمریکا به خانواده راکفلر به تبلیغ کمونیسم و امتناع دیه‌گو ریورا از حذف چهرهٔ ولادیمیر لنین، باعث شد تا نلسون راکفلر، دستور نابودکردن اثر را بدهد.
دیه‌گو ریورا یک سال پس از نابودی نسخه اصلی، نسخه کوچکتری را در ابعاد ۴.۸۰ متر در ۱۱.۴۵ متر، بر روی یک قاب فلزی متحرک در یکی از دیوارهای طبقه دوم کاخ هنرهای زیبای مکزیکوسیتی (en) کشید. اندازهٔ نسخهٔ موجود، کوچکتر از نمونهٔ اصلی است.